# Плуг (збірка)
«Плуг» ─ друга збірка поезій П. Тичини. Вийшла друком в 1920 році. У збірці відобразились вагання і сумніви письменника щодо свого призначення у світі і призначення світу для добра взагалі.

## Видання збірки
Збірка «Плуг» вперше була надрукована в 1920 р. у київському видавничому товаристві «Друкарь». Поет включив до неї частину зі створеного ним у 1918─1920 рр. і здебільшого вже опублікованого у періодиці. Авторську композицію збірки можна вважати бездоганною, оскільки в трьох наступних перевиданнях (1925 р.─ двічі; 1927 р.) вона залишалася непорушною.
Основні текстуальні правки у віршах цієї збірки були зроблені у післявоєнний час для видань 1950 та 1957 років. Якщо у «Сонячних кларнетах» «перемальовувались» релігійні образи на світські, то з «Плуга» вилучалися політичні образи або такі, що могли викликати неоднозначне тлумачення.
Можна навести приклади, коли Тичина протестував проти свавільного редагування своїх творів. У 1954 р. йому вдалося відновити ранню редакцію першої строфи триптиха «Листи до поета» («Я комуністка, ходжу в чужому, обрізала косу»), яка у виданнях «Вірші й поеми» (1950) та «Вибрані поезії» (1951) друкувалася у такому вигляді: «Я комуністка, дивлюсь у майбутнє, обрізала косу».

## Склад, особливості та структура збірки
Збірка «Плуг» складається з 22 творів. Серед них окремі поезії: «Плуг», «Сійте…», «І Бєлий, і Блок…», «На майдані…», «Як упав же він…», «Перезорюють зорі…», «І буде так…», «Міжпланетні інтервали…», «Зразу ж за селом…», «Месія», «Я знаю…», «Гнатові Михайличенку…», «Один в любов…», «Плюсклим пророкам», «Паліть універсали…». А також невеликі цикли (з двох-чотирьох віршів): «На могилі Шевченка», «Із циклу сотворіння світу», «Листи до поета», «Мадонно моя», «Псалом залізу», «Ронделі», «26. ІІ (11. ІІІ)».
Збірку «Плуг» П. Тичина присвятив своєму братові Євгену Тичині.
Автор відібрав твори з масиву поезій, написаних у 1918─1919 рр., і вміло скомпонував їх. Вони відзначаються єдністю змісту і форми, довершеністю і простотою. Саме тому книга становить єдину художню цілісність.
Поезія «Плугу» об'єднана думкою про народність [[соціальної революції|соціальної революції]] і про домінуюче значення її творчих, культурних завдань.
Разом з тим, П. Тичина справді не знав і не все розумів стосовно того, що відбувається з людиною під час будь-яких революцій. Тому збірка «Плуг» стала збіркою поетичних сумнівів і вагань, в яких перетнулися дві очевидні константи: розпач (песимізм) і надія (оптимізм). В усіх випадках перемагав поетичний синтез обох настроїв.
У книзі представлено зразки нової революційної поезії ─ політичну і філософську лірику. Письменник виступає майстром громадсько-політичної теми. Захоплений революцією в її радянському напрямку для України, оспівуючи її в космічних образах, Тичина часом, іронізуючи, показував справжню дійсність, даючи волю сумнівам і ваганням.

## Характеристика поезій збірки
У збірці «Плуг» розкрився планетарний і космічний масштаб світобачення П. Тичини.
Відкривається збірка однойменним віршем, який дає філософський ключ до всієї книги. Революційний вітер «трощить», «ламає», «котить», «у землю врізає… плуг», тобто готує новий благодатний ґрунт. Тут простежується віра письменника у «красу нового дня». Але разом з тим, з останніх рядків поезії розуміємо, що «всю красу нового дня» здатні відбити лише «мертві розплющені очі» тих, хто встелив революційні поля власними трупами. Такі сумніви поета, переплетення розпачу і надії, парадокс ─ характерна риса поезій «Плугу». Особливо промовистим у цьому плані є вірш «Зразу ж за селом», в якому відбився такий парадокс:
| …Тепер всім воля, Врізали вам поля, В головах тополя, А голів нема. |
Образ плуга є наскрізним у книжці і символізує сподівання ліричного героя на краще майбутнє. Звісно, в такій романтиці автора простежується певна утопічність, але вона була суголосна народній мрії про вільне, творче, гармонійне життя. У поезії «І буде так…» цей образ максимально узагальнений:

| Фальшиве небо сміхом хтось розколе. І стане світ новий і люди, як боги. І скрізь, де буде поле, ─ Плуги, плуги… |
В ключі космічно-планетарної символіки написано цикл «Сотворіння світу». Це глибокий поетично-філософський роздум над глобальними проблемами: Революція, Людство, Народ, Людина. В першій частині розповідається про «сотворіння» землі. Дві наступні частини відтворюють такі процеси: успіхи людини в освоєнні природи, винахід важливого знаряддя праці ─ плуга, а також класову боротьбу між трудом і капіталом.
Космічно-планетарний характер мають також вірші: «Месія», «Перезорюють зорі», «Міжпланетні інтервали».
Книга містить низку поезій, у яких реалістично змальовано сучасність, відтворено конкретні історичні події та ситуації: «На майдані», «Як упав же він з коня…», «Ронделі», «Псалом залізу», «Листи до поета», «Плюсклим пророкам» та ін.
Хрестоматійні твори «Як упав же він з коня…» та «На майдані» ─ новаторські взірці героїко-романтичної пісні. В них ─ відгомони подій української національної революції: організація повстанського загону на сільському майдані та загибель українського воїна. Ці вірші упродовж тривалого часу характеризувалися спотворено.
Цикл «Псалом залізу» (тетраптих) передає картину хаосу і руїни міста в роки революції. Через призму цієї картини спостерігаємо етапи духовної історії ліричного героя, еволюцію його переживань: від нерозуміння того, що відбувається навколо, страху, відчаю, болю до зародження віри і надії.
У поезії «Сійте…» також представлений типовий для Тичини синтез протилежних настроїв: мажорні «дієзи» синтезуються з марсельєзними, закривавленими мечами. Поет закликає сіяти добірне зерно у «рахманний чорнозем» і творити нову культуру. Адже самовідданої праці, а не швидкоминучих гасел вимагала земля. «Робіте ─ прокинувся вулик. Тверезить земля: од вас я, од вас тільки волі ─ жодних кривлянь!». Тут простежується мотив нового революційного мистецтва.
Цей мотив продовжується в триптиху «Листи до поета», в якому письменник через образи інтелігентки, селянки і робітниці намагався показати відмінність суспільних поглядів на художню творчість, розбіжність естетичних запитів представників різних соціальних верств.
Тема мистецтва та ролі митця розвивається у збірці у двох напрямках. З одного боку ─ ганьба казенним поетам, які творять романтику «з червоної крові братів» (поезія «Плюсклим пророкам»), а з іншого ─ вболівання за долю самої поезії, яка ─
| Там десь на фронті в ніч суху Лежить запльована, залузана На українському шляху («Один в любов…»). |
На тих співців, які не зважаться «підняти» таку поезію і глянути «сонцю просто в вічі», чекають у майбутньому (говорить Тичина у вірші «Я знаю…») всенародний осуд і прокляття.
Ідеєю про новий прихід тиранства і неволі («І знов тиран. І знов неволя») пройнятий триптих «На могилі Шевченка». Поет терзається в сумнівах, адже не зрозуміло: кого Україні виглядати ─ месника Кармелюка чи мудрого Сковороду.
Непереможну любов до України, надію на її майбутнє відродження П. Тичина висловив у циклі «Мадонно моя».
У вірші «І Бєлий, і Блок…» Тичина полемізує з російськими поетами, для яких «Россия ─ мессия грядущого дня». Тут Україна представлена в контексті біблійної міфології: «Воздвигне Вкраїна свойого Мойсея». Таким чином письменник закликає українських поетів до єдності й дії.
П. Тичина неодноразово говорив про неприйняття деяких проявів нової дійсності. Він міг вибухнути гнівом проти насильства та беззаконня як більшовицького, так і петлюрівського та білогвардійського, стаючи на захист трудівника-селянина. Так, у вірші «Паліть універсали» автор зазначає, що незважаючи на декрети та універсали, у світі твориться беззаконня, посягають на волю людини: «Знову кайдани, тюрми й шомполи,/і слово невільне немов з-під поли».
Бунтівничі мотиви звучать також у другій частині диптиху «26. ІІ (11. ІІІ)». Щоправда у «Плузі» це вже окремі прояви політико-ідеологічного несприйняття.